# Paphiopedilum armeniacum
Paphiopedilum armeniacum es una especie de planta perteneciente a la familia  Orchidaceae. 

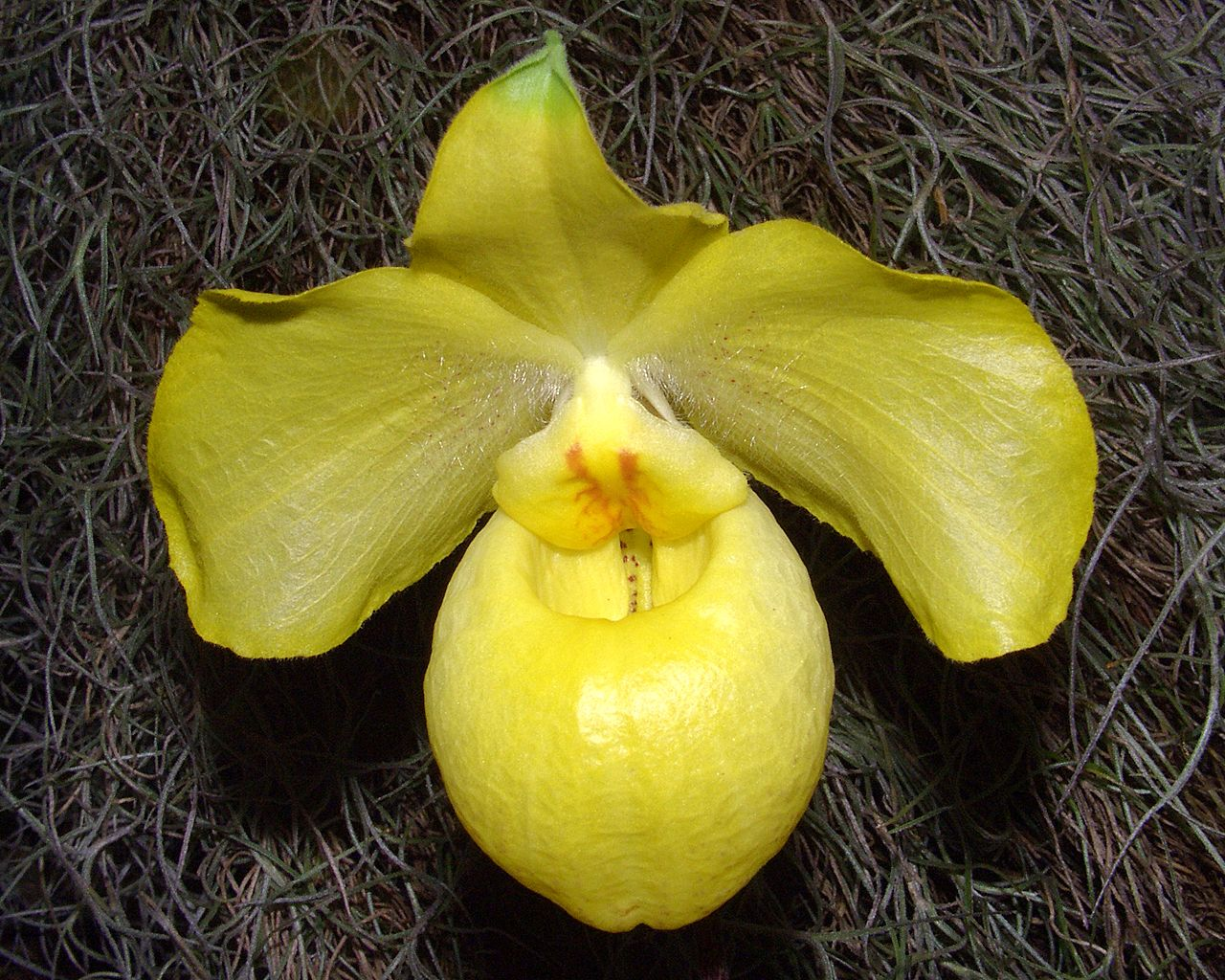
Flor

## Descripción
Es una planta de pequeño tamaño comparada con otras del género Paphiopedilum.  Florece al comienzo de la primavera con una flor por cada inflorescencia.  
Posiblemente el más sorprendente de los parvisepalums, P.armeniacum ha ganado casi 100 premios del AOS desde su introducción en los EE. UU. hace más de una década. Aun así, su popularidad no ha disminuido. Con sus grandes flores de color amarillo dorado y bolsa increíble, es fácil ver por qué.
Esta es una pequeña orquídea, que prefiere clima fresco. Tiene hábitos terrestres y se encuentran en riscos de piedra caliza en humus con semi sombra, tienen de 5 a 7 hojas dísticas, oblongas, obtusas a agudas, hojas verdes apicalmente serruladas, oscuras y ligeramente moteadas con manchas de color púrpura en el envés.  Tiene una inflorescencia de 25 cm de largo, con brácteas agudas, que da lugar a una sola flor, de textura fina, produciéndose  en el invierno y principios de primavera que se lleva a cabo por encima de las hojas.

## Distribución y hábitat
Es endémica de Yunnan provincia de China a una altitud de 1000 a 2000 m s. n. m.  Se encuentra en acantilados y laderas.  Su hábitat está sujeto a constantes nieblas ligeras en invierno y fuertes lluvias en verano.

## Taxonomía
Cypripedium armeniacum fue descrita por S.C.Chen & F.Y.Liu y publicado en Botanical Magazine 13(149): 91–92. 1899.
Etimología
El nombre del género viene de Κύπρις «Cypris», Venus, y de  τό πέδιλον "pedilon" = "zapato" o "zapatilla" en referencia a su labelo inflado en forma de zapatilla.
armeniacum; epíteto latino que significa "de color albaricoque".
Sinonimia
- Paphiopedilum armeniacum var. mark-fun Fowlie
- Paphiopedilum armeniacum forma markii (O. Gruss) Braem
- Paphiopedilum armeniacum var. markii O. Gruss
- Paphiopedilum armeniacum var. parviflorum Z.J.Liu & J. Yong Zhang
- Paphiopedilum armeniacum var. undulatum Z.J.Liu & J. Yong Zhang[4][5]